# Piłka wodna na Igrzyskach Azjatyckich 2014
Piłka wodna na Igrzyskach Azjatyckich 2014 odbywała się w Dream Park Aquatics Center w Inczon w dniach 24 września – 1 października 2014 roku. Stu sześćdziesięciu ośmiu zawodników obojga płci rywalizowało w dwóch konkurencjach.

## Podsumowanie

### Klasyfikacja medalowa
| Klasyfikacja medalowa | Klasyfikacja medalowa | Klasyfikacja medalowa | Klasyfikacja medalowa | Klasyfikacja medalowa | Klasyfikacja medalowa |
| Miejsce               | państwo               | Złoto                 | Srebro                | Brąz                  | Razem                 |
| --------------------- | --------------------- | --------------------- | --------------------- | --------------------- | --------------------- |
| 1                     | Chiny                 | 1                     | 0                     | 1                     | 2                     |
| =                     | Kazachstan            | 1                     | 0                     | 1                     | 2                     |
| 3                     | Japonia               | 0                     | 2                     | 0                     | 2                     |
| Razem                 | Razem                 | 2                     | 2                     | 2                     | 6                     |

### Medaliści
| Konkurencja | 1. miejsce | 2. miejsce | 3. miejsce |
| ----------- | ---------- | ---------- | ---------- |
| Mężczyźni   | Kazachstan | Japonia    | Chiny      |
| Kobiety     | Chiny      | Japonia    | Kazachstan |